# Haldenstein
Haldenstein (rétorománsky Lantsch sut) je bývalá samostatná obec ve švýcarském kantonu Graubünden, okresu Plessur. Nachází se v údolí Rýna, asi 3 kilometry severně od Churu v nadmořské výšce 566 metrů. Má zhruba 1 000 obyvatel.
K 1. lednu 2021 se Haldenstein na základě výsledku referenda sloučil s Churem a stal se tak součástí kantonálního hlavního města.

## Historie

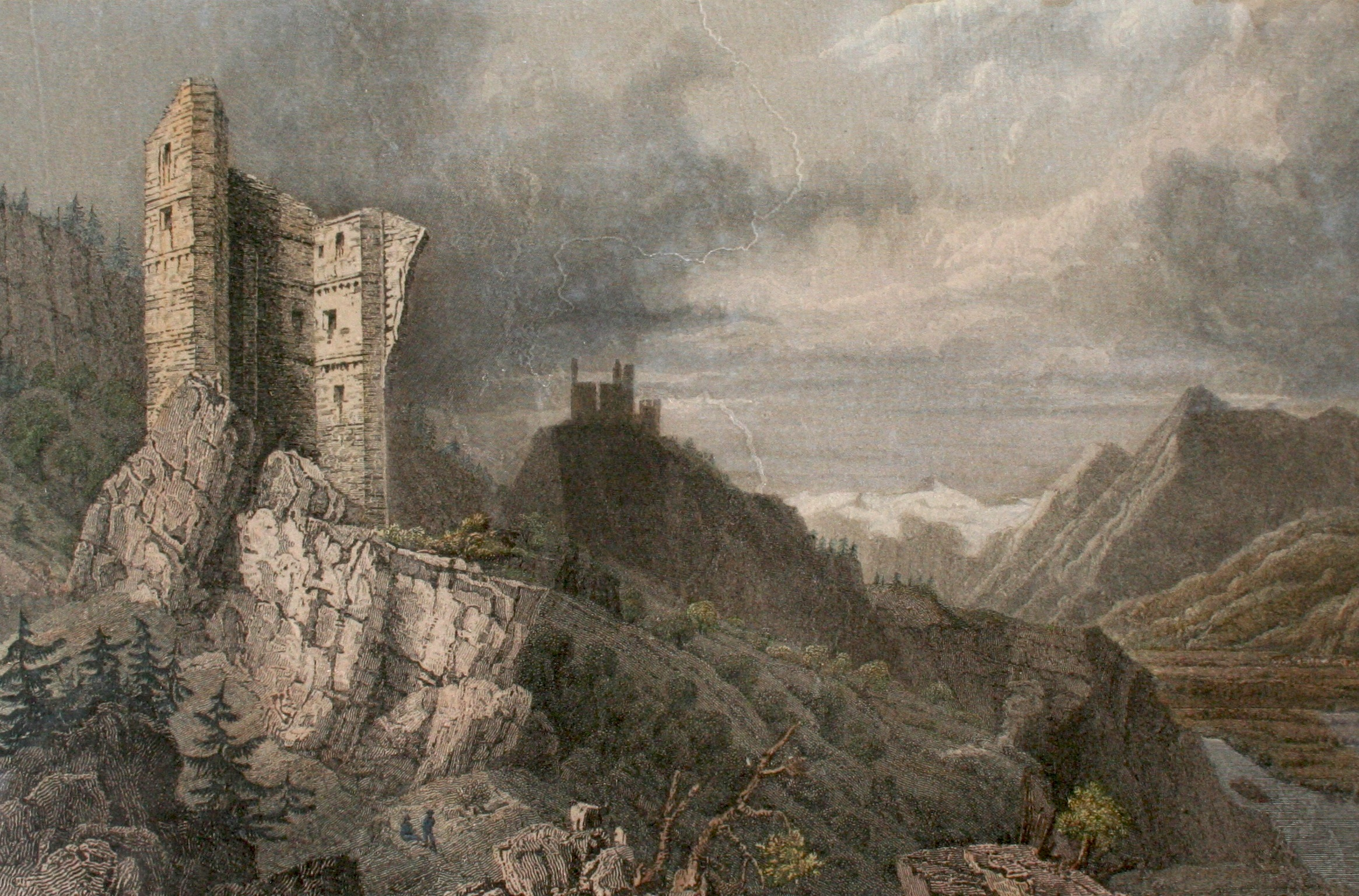
Zřícenina hradu Haldenstein na malbě z roku 1830

Nejstarší archeologické nálezy v Haldensteinu pocházejí z období neolitu a byly nalezeny na zřícenině Lichtenstein, nacházející se nad obcí. Na území obce lze prokázat osídlení z pozdní doby bronzové (kolem roku 800 př. n. l.). Na hradě Haldenstein byly nalezeny pozůstatky římského osídlení. Vesnice byla v listinách poprvé zmíněna pravděpodobně v roce 1149 jako přídomek pro osobní jméno Iohannes de Lanze. V roce 1375 se název obce objevuje jako Lentz inferior („Dolní Lentz“); ekvivalent přídavného jména, kterým se obec odlišovala od Oberlentzu, se zachoval v románském názvu Lantsch sut. S přechodem na němčinu nahradil od 14. století starší název osady, jehož původ se nepodařilo objasnit, název hradu Haldenstein, který se nachází nad obcí. Název Lantsch sut se používal ve 13. a 14. století k odlišení Lantsch od Oberlentz.
Ve 13. a 14. století vlastnili hrad a vesnici rytíři z Haldensteinu jako léno churského biskupství. V roce 1424 získal Peter von Grifensee všechna panovnická práva, takže od té doby (až do roku 1803) byl Haldenstein samostatným baronstvím, nezávislým na Třech konfederacích. Po několika změnách majitelů se v roce 1542 dostal sňatkem k trpasličímu státu francouzský vyslanec Jean Jacques de Castion. V letech 1544–1548 byl postaven nový hrad, který postupně nahradil hrad jako centrum moci. V roce 1558 rozhodly konfederační obce, že patronát nad Haldensteinem náleží Třem konfederacím, ačkoli to bylo uznáno až v roce 1568, kdy se pánem Haldensteinu stal Gregor Carl von Hohenbalken.
I v následujících staletích se obyvatelé Haldensteinu museli vyrovnávat s častým střídáním majitelů panství. Thomas von Schauenstein získal od císaře v roce 1612 právo razit mince, které byly použity k ražbě zlatých a stříbrných mincí. V letech 1613–1616 zavedl reformaci, v níž ho církevně podporovali protestantští kněží z Churu Georg Saluz a Johann Pontisella. V roce 1701 přešlo panství na pány ze Salisu. Johann Luzius von Salis v témže roce zrušil poddanství, ale panství stále nebylo součástí tzv. Tří lig (Drei Bünde).
V roce 1803 se Haldenstein stal součástí Graubündenu. V roce 1825 velká část obce vyhořela. V roce 1943 lesní požár, který vznikl v oblasti střelnice Chur, zachvátil celý Calandahang, ale vesnici ušetřil.
V listopadu 2019 občané hlasovali o sloučení s městem Chur. Výsledek byl velmi těsný. 253 hlasovalo pro, 251 proti. V únoru 2020 hlasovali o sloučení občané Churu. Podle očekávání se 80 % hlasujících vyslovilo pro fúzi s obcí Haldenstein.

## Geografie

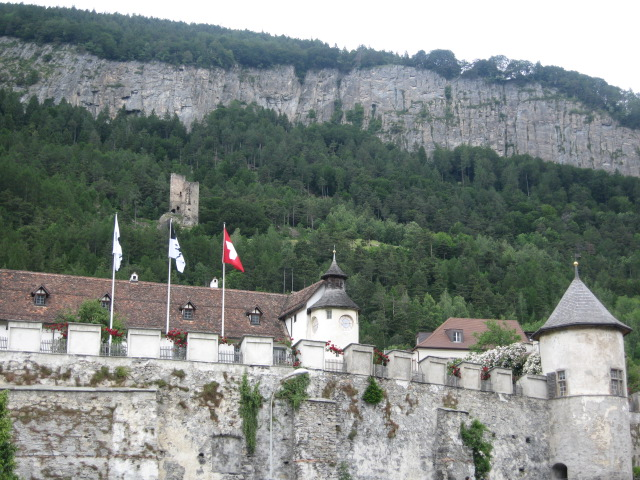
Zámek Haldenstein

Haldenstein leží 3 kilometry severně od Churu na levém břehu Rýna. Území bývalé obce se táhlo od řeky, která tvoří jihovýchodní hranici v délce asi 6 kilometrů a ohraničuje nejnižší bod 540 m n. m., až po hřeben masivu Calanda, kde je nejvyšší nadmořská výška na vrcholu Haldensteiner Calanda (2 804 m n. m.). Vrchol Felsberger Calanda k území nepatří. Kromě centrálního Haldensteinu patřila k bývalé obci řada horských salaší na svahu Calandy, včetně osady Batänja (1 400 m n. m.), která byla celoročně obydlena až do roku 1868.
18 % rozlohy obce bylo neproduktivních, 54 % tvořily lesy a 26 % bylo zemědělsky využíváno, přičemž pouze 5 % tvořily louky a orná půda na dně údolí a zbytek byly vysokohorské pastviny. Sousedními obcemi byly Chur, Felsberg, Untervaz, Trimmis a Pfäfers v kantonu St. Gallen.

## Obyvatelstvo
Počet obyvatel Haldensteinu se za posledních 200 let celkově a v poslední třetině 20. století po přechodném poklesu výrazně zvýšil.
| Vývoj počtu obyvatel | Vývoj počtu obyvatel | Vývoj počtu obyvatel | Vývoj počtu obyvatel | Vývoj počtu obyvatel | Vývoj počtu obyvatel | Vývoj počtu obyvatel | Vývoj počtu obyvatel | Vývoj počtu obyvatel | Vývoj počtu obyvatel | Vývoj počtu obyvatel | Vývoj počtu obyvatel |
| -------------------- | -------------------- | -------------------- | -------------------- | -------------------- | -------------------- | -------------------- | -------------------- | -------------------- | -------------------- | -------------------- | -------------------- |
| Rok                  | 1803                 | 1850                 | 1900                 | 1950                 | 1970                 | 1980                 | 1990                 | 2000                 | 2002                 | 2005                 | 2019                 |
| Počet obyvatel       | 349                  | 492                  | 464                  | 521                  | 478                  | 671                  | 677                  | 808                  | 855                  | 894                  | 1 090                |

## Doprava

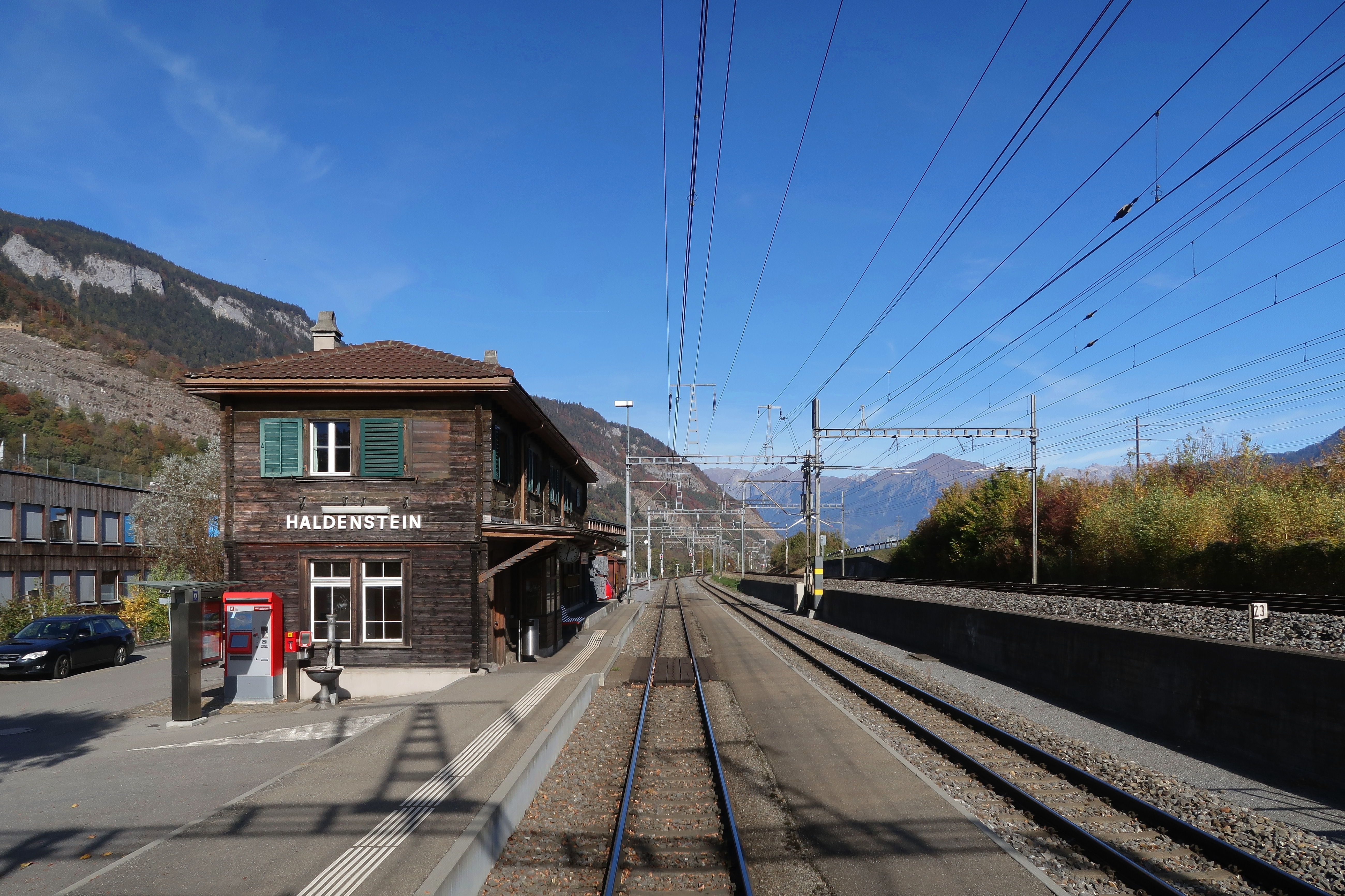
Železniční stanice Haldenstein

Haldenstein leží na železniční trati Landquart – Chur – Thusis, vedoucí údolím Rýna. Trať provozuje Rhétská dráha. Zastávka Haldenstein se nachází na pravém břehu řeky.
Silniční spojení je zajištěno místní silnicí, oddělující se okraji Churu z kantonální hlavní silnice č. 3, vedoucí okolo obce. Obec leží také nedaleko dálnice A13 (nejbližší sjezd Chur-Nord).
Do obce zajíždí autobusová linka č. 3 MHD Chur.

## Osobnosti
- Peter Zumthor (* 1943), švýcarský architekt, žije v Haldensteinu